# Eber Landau
Abraam Eber Griszowicz Landau (łot. Ebers Landaus; ur. 26 października 1878 w Rzeżycy, zm. 30 października 1959 w Lozannie) – łotewski lekarz żydowskiego pochodzenia.
W 1902 ukończył studia medyczne na Cesarskim Uniwersytecie Dorpackim, po czym wyjechał do Monachium, gdzie zgłębiał anatomię i histologię, i do St. Petersburga, gdzie uczył się u Lesgafta. Od 1906 do 1912 był asystentem prosektora w Jurjewie, a następnie pracował w Instytucie Anatomicznym w Bernie.
W 1923 Landau utworzył Wydział Anatomii i Histologii na Uniwersytecie w Kownie i stał na jego czele do 1932. W latach 1932–1950 był profesorem na Uniwersytecie w Lozannie.

## Prace
- Materjaly dlia mikroskopicheskoj anatomii, fiziologii patologii nadpochechnoj zelesi. Disertacija. (Microscopical anatomy, physiology, and pathology of suprarenal glands). Doctoral dissertation.) Jurjevas: Jurjevo Universitetas; 1907.
- Biologi koji reliatyvyb s teorija. Kosmos 1925; 5:265-375.
- Saul olin – nauji da ai histologijos technikoje. (Sun herbs as a source of a new type of dyes used in histology.) Medicina (Kowno); 1930.
- Trumpas histologijos technikos vadov lis. (A short manual of histological techniques.) Kowno; 1930.